# トコトンHappy
『トコトンHappy』（トコトンハッピー）は、長崎文化放送で2015年4月6日から放送されている長崎県向けのローカル情報番組である。通称は『トコハピ』。

## 概要
長崎文化放送は、これまで平日午前10時枠は時代劇の再放送を放送していたが、2015年春改編からその枠に自社制作による生情報番組を新たに立ち上げることとなった。これが、本番組である。2015年4月6日から2018年3月30日までは、月曜から金曜まで放送していたが、2018年4月6日からは、金曜のみの放送となる。

## 放送時間
| 放送期間      | 放送期間      | 放送時間（JST）           |
| ------------- | ------------- | ------------------------- |
| 2015年4月6日  | 2016年4月1日  | 月曜 - 金曜 10:30 - 11:10 |
| 2016年4月4日  | 2018年3月30日 | 月曜 - 金曜 10:45 - 11:40 |
| 2018年4月6日  | 2020年3月20日 | 金曜 9:55 - 11:25         |
| 2020年4月3日  | 2020年9月25日 | 金曜 9:55 - 11:10         |
| 2020年10月2日 | 現在          | 金曜 9:55 - 10:40         |

## 出演者
- 羽地政義（長崎文化放送アナウンサー）- メインMC
- 山口広助 - 金曜ご意見番
- イワイガワ - 金曜スペシャルサポーター
- 櫻田政信 - 気象予報士,天気コーナー担当
- ちんねん - リポーター
- 上野敏子 - リポーター
- 本宮沙樹 - リポーター
- 野上唯子 - リポーター
- 森あゆ - リポーター
- 永田凛 - リポーター

### 過去の出演者
- 西山耕平（元長崎文化放送アナウンサー）- メインMC
- 久長美奈子（元長崎文化放送アナウンサー）- メインMC（放送開始から2018年3月30日まではサブMC。）
- 小川亜希子 - 気象予報士,天気コーナー担当（放送開始から2017年11月2日まではサブMC。同年11月3日から2018年3月30日まで、産休のため一旦降板。2018年4月6日より番組に復帰。2023年3月17日まで出演。）
- 風間みなみ - リポーター
- 田口みやび - リポーター
- 浦田紗絵子 - リポーター
- 麻生志保 - リポーター（2018年4月6日から2019年3月29日まではサブMC。）
- 三井雄司 - リポーター
- 吉里汐音 - リポーター
- カレン・ドッド - リポーター

## 主なコーナー
- ガラポンチャレンジ

### 過去のコーナー
- 特大ガラポンチャレンジ
- nccニュース - 本番組内で放送。
- 気象予報士小川亜希子の30（サンマル）ハッピー天気